# Sascha Kolowrat-Krakowsky

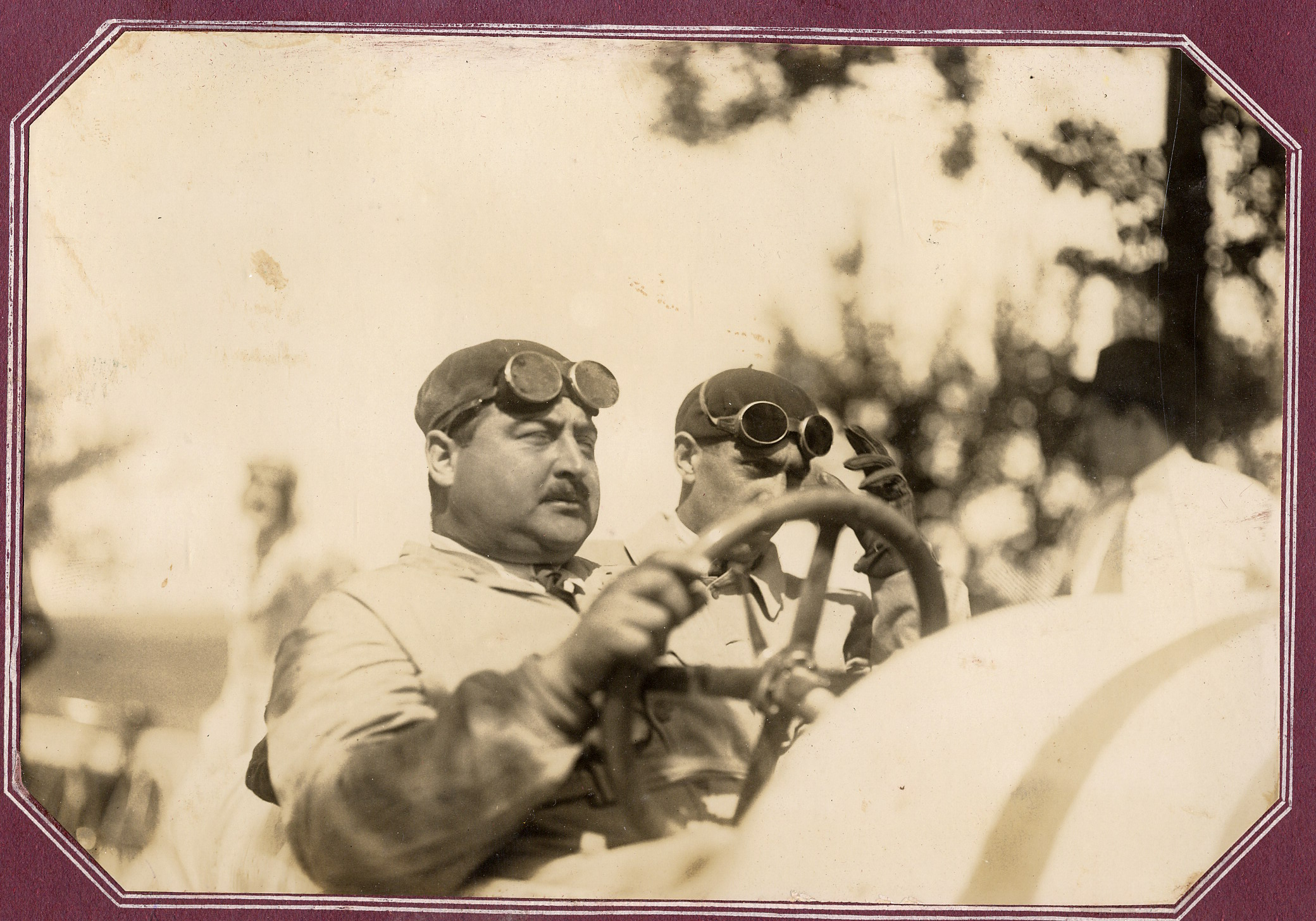
Alexander Graaf Kolowrat-Krakowski tijdens de Riedeberg race

Alexander Joseph Graaf Kolowrat-Krakowsky (Glen Ridge (New Jersey), 29 januari 1886 - Wenen, 4 december 1927), beter bekend onder de naam 'Sascha', was een Oostenrijks filmpionier.  Hij is de grondlegger van de Oostenrijkse filmindustrie.

## Leven
Kolowrat-Krakowsky heeft aan de Katholieke Universiteit Leuven gestudeerd. Hij was lid van K.A.V. Lovania Leuven. In 1910 richtte von Kolowrat-Krakowsky de 'Sascha-Film-Fabrik' op in Pfraumberg (Bohemen). Hij ontdekte talrijke filmacteurs, zoals Marlène Dietrich. Von Kolowrat-Krakowski staat bekend om zijn belangrijke pionierswerk in alle toenmalige filmgenres. Het hoogtepunt van zijn carrière waren grote monumentale producties ten tijde van de stomme film.

## Bekende films
Bekende films van de hand van von Kolowrat-Krakowski zijn o.a.:
- Die Gewinnung des Eisens am steirischen Erzberg in Eisenerz (1912)
- Der Millionenonkel (1913)
- Wien im Kriege (1916)
- Der Märtyrer seines Herzens (1918)
- Eine versunkene Welt (1920)
- Sodom und Gomorrha (1922)
- Der junge Medardus (1923)
- Die Sklavenkönigin (1924)
- Salammbo (1925)
- Café Elektric (1927)

## Trivia
- Het was Kolowrat-Krakowsky die opdracht gaf tot het maken van de Austro-Daimler Sascha.